# Letland op de Olympische Zomerspelen 2016
Letland nam deel aan de Olympische Zomerspelen 2016 in Rio de Janeiro, Brazilië. 34 atleten behoorden tot de selectie, actief in twaalf verschillende sporten. Dit was de kleinste olympische ploeg van Letland sinds de Olympische Spelen van 2004. Het was voor het eerst sinds de Olympische Zomerspelen 1928 in Amsterdam dat de Letse ploeg geen medailles won. Letland maakte op deze Spelen haar debuut in het vrouwentennis en gewichtheffen bij de vrouwen.
BMX'er Māris Štrombergs droeg, als enige regerend olympisch kampioen uit Letland en tweemaal op rij winnaar van het goud in het BMX, de nationale vlag tijdens de openingsceremonie. Hij moest zijn olympische titel afstaan aan de Amerikaan Connor Fields; zelf kwam hij niet voorbij de kwartfinale. Štrombergs uitte na zijn uitschakeling felle kritiek op het door de Braziliaanse organisatie uitgestippelde parcours, dat volgens hem onvoldoende was aangepast naar aanleiding van kritiek van BMX'ers, eerder in 2016. Kanoër Aleksejs Rumjancevs droeg de Letse vlag bij de sluitingsceremonie. Hij kwam het dichtst bij een medaille: in de finale van de K-1 200 meter eindigde Rumjancevs op plaats vijf, twee tienden van een seconde achter de bronzen medaillewinnaar. 
Ondanks het uitblijven van olympische medailles noemde het Lets olympisch comité het presteren van haar atleten op de Olympische Zomerspelen 2016 "bevredigend" en in individuele gevallen ook "goed", met het oog op de beschikbare financiële middelen.

## Deelnemers en resultaten
(m) = mannen, (v) = vrouwen 

### Atletiek
| Olympiër                 | Discipline               | Resultaat | Prestatie |
| ------------------------ | ------------------------ | --------- | --- |
| Valērijs Žolnerovičs     | marathon (m)             | DNS       | niet gestart |
| Arnis Rumbenieks         | 50 m snelwandelen (m)    | 37e       | 4:08.28 |
| Mareks Ārents            | polsstokhoogspringen (m) | 16e       | kwalificatie groep B: 6de met 5,45m |
| Pauls Pujāts             | polsstokhoogspringen (m) | NM        | kwalificatie groep A: 7de met 5,60m finale: geen geldige poging |
| Zigismunds Sirmais       | speerwerpen (m)          | 14e       | kwalificatie groep B: 8ste met 80,65m |
| Rolands Štrobinders      | speerwerpen (m)          | 28e       | kwalificatie groep A: 14de met 77,73m |
|                          |                          |           | |
| Gunta Latiševa-Čudare    | 400 m (v)                | 45e       | serie 1: 7de in 53,08 |
| Ariana Hilborna          | marathon (v)             | 106e      | 2:50.51 |
| Ilona Marhele            | marathon (v)             | 61e       | 2:41.02 |
| Jeļena Prokopčuka        | marathon (v)             | 12e       | 2:29.32 |
| Agnese Pastare           | 20km snelwandelen (v)    | 53e       | 1:40.15 |
| Sinta Ozoliņa-Kovala     | speerwerpen (v)          | 14e       | kwalificatie groep A: 8ste met 60,92m |
| Madara Palameika         | speerwerpen (v)          | 10e       | kwalificatie groep B: 4de met 63,03m finale: 10de met 60,14m |
| Laura Ikauniece-Admidiņa | zevenkamp                | 4e        | 6617 punten 01075 punten, 100 m horden (13,33) 0941 punten, hoogspringen (1,77 m) 0762 punten, kogelstoten (13,52m) 01004 punten, 200 m (23,76) 0887 punten, verspringen (6,12) 0975 punten, speerwerpen (55,93 m) 0973 punten, 800 m (2.09,43) |

### Gewichtheffen
| Olympiër         | Discipline | Resultaat | Prestatie                                                    |
| ---------------- | ---------- | --------- | ------------------------------------------------------------ |
| Artūrs Plēsnieks | –105kg (m) | 8e        | trekken: 8ste met 181 kg stoten: 9de met 218kg totaal: 399kg |
|                  |            |           |                                                              |
| Rebeka Koha      | –53kg (v)  | 4e        | trekken: 3de met 90kg stoten: 4de met 107kg totaal: 197kg    |

### Judo
| Olympiër            | Discipline | Resultaat | Prestatie                                         |
| ------------------- | ---------- | --------- | ------------------------------------------------- |
| Jevgeņijs Borodavko | –100kg (m) | 17e       | 1ste ronde: vrij 2de ronde: V van JPN Haga: ippon |
| Artūrs Ņikiforenko  | +100kg (m) | 17e       | 1ste ronde: V van AZE Kokauri: ippon              |

### Kanovaren
| Olympiër               | Discipline     | Resultaat | Prestatie                                                                         |
| ---------------------- | -------------- | --------- | --------------------------------------------------------------------------------- |
| Dagnis Iļjins          | C-1 200 m (m)  | 20e       | serie 2: 5de in 44,125 halve finale 2: 7de in 45,082                              |
| Dagnis Iļjins          | C-1 1000 m (m) | 13e       | serie 1 4de in 4.11,766 halve finale 1: 6de in 4.20,181 finale B: 5de in 4.10,084 |
| Aleksejs Rumjancevs VS | K-1 200m (m)   | 5e        | serie 1: 4de in 35,175 halve finale 2: 4de in 34,722 finale: 5de in 35,891        |

### Moderne vijfkamp
| Olympiër            | Discipline | Resultaat | Prestatie |
| ------------------- | ---------- | --------- | --- |
| Ruslans Nakoņečnijs | mannen     | 28e       | 1386 punten 0329 met zwemmen (2.03,83; 16e) 0180 met schermen (13–22 +2; 30e) 0272 met paardrijden (28 strafpunten; 26e) 0605 met hardlopen/schieten (11.35,71; 21e) |

### Schietsport
| Olympiër         | Discipline | Resultaat | Prestatie                                          |
| ---------------- | ---------- | --------- | -------------------------------------------------- |
| Dainis Upelnieks | skeet (m)  | 14e       | kwalificatie: 14de met 119 punten (24-23-23-24-25) |

### Tennis
| Olympiër         | Discipline    | Resultaat | Prestatie                                   |
| ---------------- | ------------- | --------- | ------------------------------------------- |
| Jeļena Ostapenko | enkelspel (v) | 33e       | 1ste ronde: V van AUS Stosur: 6–1, 3–6, 2–6 |

### Volleybal
| Olympiër                           | Discipline | Resultaat | Prestatie |
| ---------------------------------- | ---------- | --------- | --- |
| Aleksandrs Samoilovs Jānis Šmēdiņš | beach (m)  | 17e       | groep D: W van CAN Saxton/Schalk: 2-1 (21−17, 18−21, 15−13) V van CUB Nivaldo Díaz/González: 1-2 (21−23, 21−19, 7−15) V van BRA Oliveira/Pedro Solberg: 0-2 (14−21, 17−21) |

### Wielersport
| Olympiër            | Discipline       | Resultaat | Prestatie                                                            |
| BMX                 | BMX              | BMX       | BMX                                                                  |
| ------------------- | ---------------- | --------- | -------------------------------------------------------------------- |
| Māris Štrombergs VO | mannen           | 17e       | plaatsingsronde: 7de in 34,953 (7e) kwartfinale 2: 5de met 14 punten |
| Edžus Treimanis     | mannen           | 19e       | plaatsingsronde: DNF (32e) kwartfinale 1: 5de met 15 punten          |
| Weg                 |                  |           |                                                                      |
| Aleksejs Saramotins | wegwedstrijd (m) | 46e       | 6:30.05                                                              |
| Toms Skujiņš        | wegwedstrijd (m) | 59e       | 6:30.05                                                              |

### Worstelen
| Olympiër              | Discipline  | Resultaat   | Prestatie                                                                                                 |
| Vrije stijl           | Vrije stijl | Vrije stijl | Vrije stijl                                                                                               |
| --------------------- | ----------- | ----------- | --- |
| Anastasija Grigorjeva | –63kg (v)   | 7e          | 1ste ronde: W van TUN Riabi: 10–0 kwartfinale: V van JPN Kawai: 2–8 herkansingen: V van POL Michalik: 2–5 |

### Zeilen
| Olympiër       | Discipline | Resultaat | Prestatie                                                  |
| -------------- | ---------- | --------- | ---------------------------------------------------------- |
| Ketija Birzule | RS:X (v)   | 24e       | 256 punten: (24-24-DNF-21-24-26-DNF-25-23-18-21-23)</mall> |

### Zwemmen
| Olympiër       | Discipline          | Resultaat | Prestatie               |
| -------------- | ------------------- | --------- | ----------------------- |
| Uvis Kalniņš   | 200m wisselslag (m) | 24e       | serie 1: 4de in 2.02,34 |
|                |                     |           |                         |
| Aļona Ribakova | 200m schoolslag (v) | 27e       | serie 1: 4de in 2.30,82 |